# Công ty Máy bay Beriev
Công ty Máy bay Beriev là một nhà sản xuất máy bay của Nga (tiền tố phòng thiết kế Be), chuyên sản xuất máy bay lưỡng cư.

## Lịch sử phát triển
Công ty này được thành lập tại Taganrog năm 1934 với tên gọi phòng OKB-49 bởi Georgy Mikhailovich Beriev (sinh ngày 13 tháng 2 năm 1903), và từ đó đã thiết kế và chế tạo hơn 20 kiểu máy bay cho cả những mục đích dân sự và quân sự, cũng như các kiểu theo đặt hàng.
Hiện nay công ty sử dụng 3.000 chuyên gia và đang phát triển và chế tạo máy bay lưỡng cư.

## Thành tích
Từ khi được thành lập, Công ty Máy bay BERIEV đã thiết kế 29 kiểu máy bay cho nhiều mục đích; 14 trong số đó đã được đưa ra chế tạo hàng loạt. 228 kỷ lục hàng không thế giới đã bị phá vỡ bởi những phi công lái những chiếc máy bay BERIEV ở nhiều thời điểm. Các kỷ lục đã được ghi lại và công nhận bởi Liên đoàn Hàng không Quốc tế. Trong quá trình nghiên cứu và phát triển, các chuyên gia của BERIEV đã nhận được hơn 900 giấy chứng nhận tác quyền và bằng sáng chế cho những kiểu thiết kế máy bay cũng như các yếu tố cấu trúc. Tháng 11 năm 1989 Công ty Máy bay BERIEV đã trở thành doanh nghiệp quân sự quốc phòng duy nhất đoạt giải Chất lượng cho Chính phủ Nga trao tặng.

## Máy bay do Beriev thiết kế
- Antonov An-30 "Clank", mẫu máy bay không ảnh phát triển từ Antonov An-24.
- Tupolev Tu-142MR "Bear-F / -J"
- Beriev A-40 'Albatros', máy bay lưỡng cư chở thư đa dụng lớn nhất thế giới, tên mã NATO "Mermaid".
- Beriev A-42 Albatros, phiên bản nâng cấp của A-40, sử dụng để tìm kiếm cứu nạn và chống ngầm, sản xuất bắt đầu từ năm 2010. Tên mã NATO "Mermaid".
- Beriev A-42PE Albatros, máy bay tìm kiếm cứu nạn. Tên mã NATO "Mermaid"
- Beriev A-50 'Shmel', Ilyushin Il-76 hoán cải thành máy bay chỉ huy cảnh báo sớm trên không, mã NATO "Mainstay".
- Beriev A-60, Ilyushin Il-76 hoán cải thành phòng thí nghiệm laser trên không vào năm 1981.
- Beriev Be-1, mẫu thử máy bay ứng dụng hiệu ứng cánh trên mặt đất.
- Beriev Be-2, thủy phi cơ.
- Beriev Be-4, tàu bay.
- Beriev Be-6 "Madge", tàu bay chữa cháy.
- Beriev Be-8 "Mole", máy bay lưỡng cư chở khách/liên lạc.
- Beriev Be-10 "Mallow", tàu bay phản lực.
- Beriev Be-12 'Chayka', máy bay lưỡng cư, tương tự chức năng của Canadair CL-415, dùng chống tàu ngầm, phát triển dựa trên Be-6. Tên mã NATO "Mail".
- Beriev Be-30 "Cuff", máy bay chở khách và vận tải thông dụng.
- Beriev Be-32 "Cuff", máy bay chở thư đa dụng.
- Beriev Be-101, mẫu máy bay lưỡng cư đề xuất với 1 động cơ cánh quạt.
- Beriev Be-103 Bekas, máy bay lưỡng cư hạng nhẹ.
- Beriev Be-112, máy bay chở thư lưỡng cư đề xuất.
- Beriev Be-200 Altair, máy bay chở thư lưỡng cư đa dụng cỡ lớn.
- Beriev Be-2500 Neptune, máy bay chở hàng lưỡng cư hạng siêu nặng, trọng lượng cất cánh lên tới 2500 tấn (kế hoạch).
- Beriev MBR-2 "Mote", tàu bay trinh sát.
- Beriev MBR-7, tàu bay ném bom, trinh sát.
- Beriev MDR-5, tàu bay ném bom trinh sát tầm xa
- Beriev R-1, tàu bay thử nghiệm.
- Bartini Beriev VVA-14, máy bay lưỡng cư chống ngầm.